# Cebrail Karayel
Cebrail Karayel (* 15. August 1994 in Sungurlu) ist ein türkischer Fußballspieler.

## Karriere
Karayel begann mit dem Vereinsfußball in der Nachwuchsabteilung von Bugsaşspor und spielte später für den Nachwuchs von Ankaraspor.
Hier erhielt er im August 2012 einen Profivertrag; spielte aber weiterhin nur in den Nachwuchs- und Reservemannschaften. Ab der Rückrunde der Saison 2012/13 wurde Karayel bis zum Sommer 2016 an die Vereine Ankara Adliyespor und Bugsaşspor ausgeliehen. Zur Saison 2016/17 wechselte er endgültig zu Bugsaşspor. Hier spielte er bis zum Sommer 2016 und wechselte dann zu Şanlıurfaspor.
Im Sommer 2019 wurde er vom Erstligisten MKE Ankaragücü verpflichtet.